# Willem Adolf van Wied

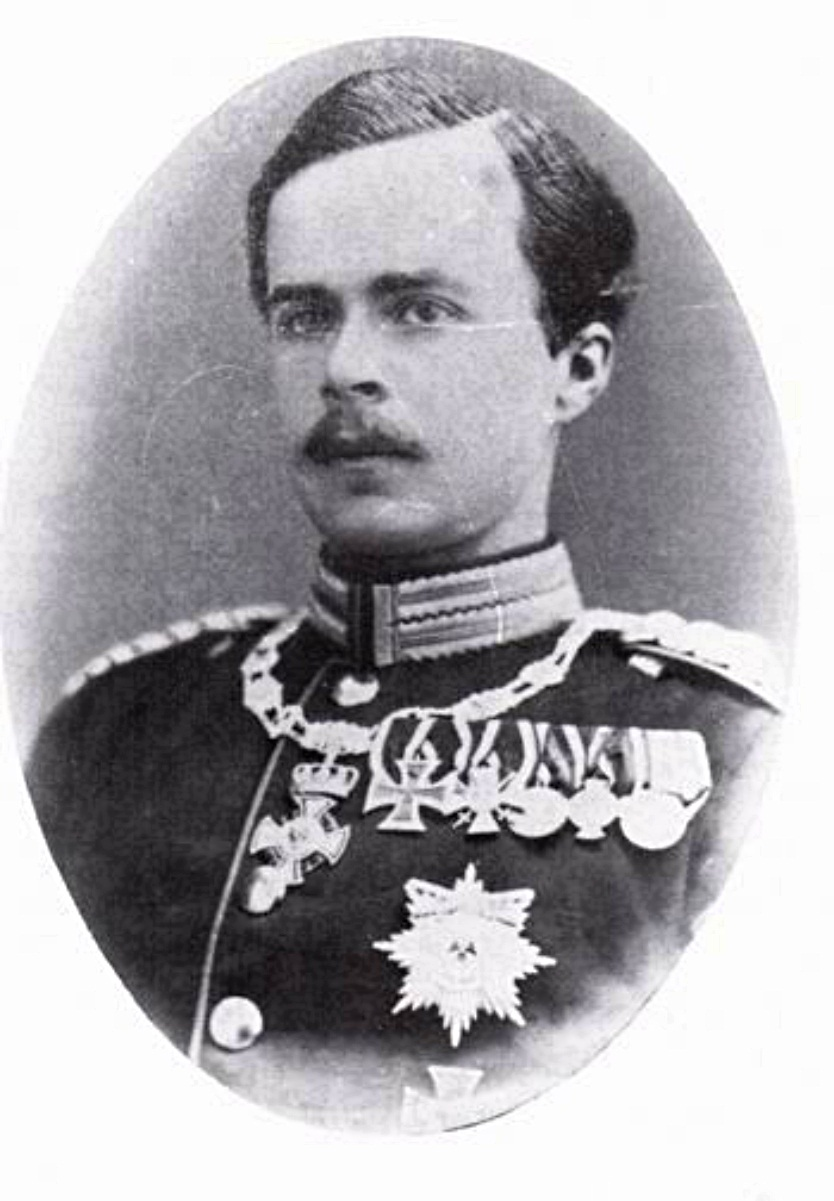
Wilhelm zu Wied

Wilhelm Adolph Maximilian Carl zu Wied (22 augustus 1845 – 22 oktober 1907), vijfde vorst van Wied, was een Duits militair en de echtgenoot van prinses Marie der Nederlanden. Zijn oudere zus was Elisabeth zu Wied, die trouwde met Karel van Hohenzollern-Sigmaringen (de latere Carol I van Roemenië), en daardoor koningin van Roemenië werd en die schreef onder het pseudoniem Carmen Sylva.

## Leven
Wilhelm was de eerste zoon en het tweede kind van Hermann zu Wied en Marie van Nassau-Weilburg, dochter van Willem van Nassau. Hij werd generaal van de Pruisische artillerie en later voorzitter van het Pruisische Herrenhaus. 
Op 18 juli 1871 huwde hij te Wassenaar met prinses Marie, een dochter van prins Frederik, de tweede zoon van koning Willem I. Frederik was niet erg blij met dit huwelijk, omdat Marie eerst huwelijkskandidaat van de Prins van Wales, de latere Eduard VII, was geweest.
Wilhelm leidde met Marie een gelukkig leven, verbleef vaak in Nederland en toonde veel belangstelling voor Nederlandse zaken. Hij en zijn vrouw hadden in Scheveningen het Paviljoen Von Wied als hun pied-à-terre in Den Haag.
Marie bleef gerechtigd tot de Nederlandse troon, en dat was eind 19e eeuw geen formaliteit. Het Huis Oranje-Nassau dreigde uit te sterven. Na de ziekelijke prins Alexander kwam de zoon van prinses Sophie der Nederlanden in aanmerking, maar die wilde zijn opvolging in Saksen-Weimar-Eisenach niet opgeven. Als derde in de lijn van opvolging was haar dochter prinses Marie van Saksen-Weimar-Eisenach. Deze kwestie werd opgelost door de geboorte van prinses Wilhelmina.
Toen duidelijk werd dat in Nederland na de dood van Willem III zijn dochter Wilhelmina als kind op de troon zou komen, zagen sommigen in Wilhelm een geschikt regent. Uiteindelijk verkoos men toch Wilhelmina's moeder Emma.
Toen koningin Wilhelmina in 1902 ernstig ziek werd, ze kreeg buiktyfus, speculeerden de kranten opnieuw over de 'Duitse pretendenten'. Daartoe behoorden ook de zoons zu Wied. Dit werd aangepast in de grondwetswijziging van 1922, waardoor alleen nakomelingen van koningin Wilhelmina in Nederland op de troon kunnen komen.

## Kinderen

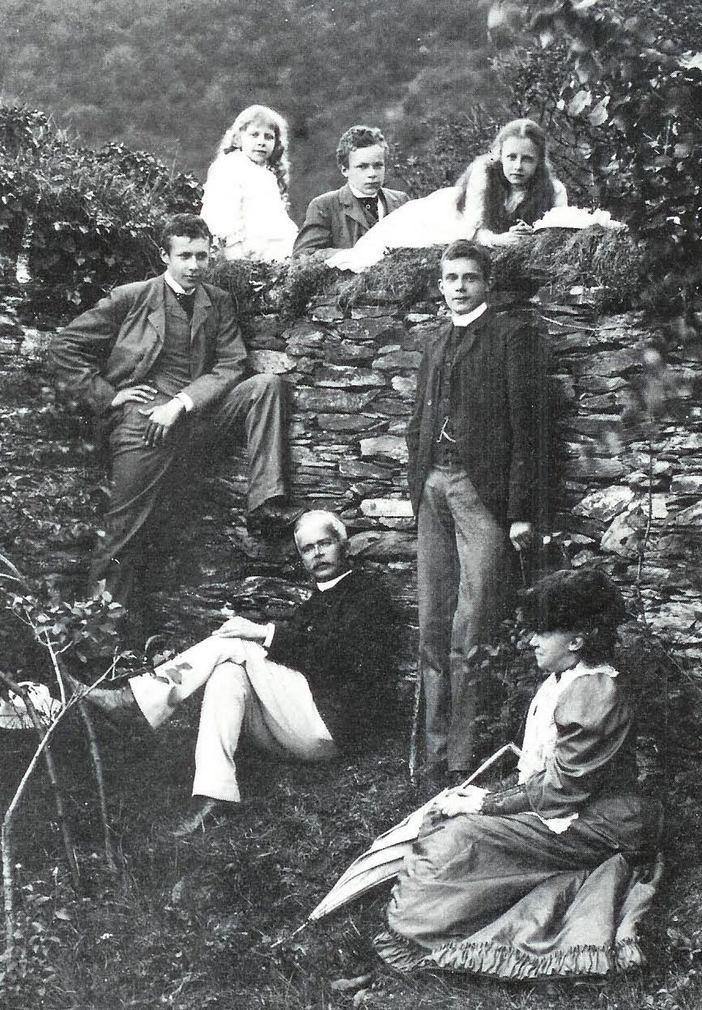
Wilhelm met zijn vrouw en kinderen

Uit het huwelijk van Wilhelm zu Wied met Marie van Oranje-Nassau werden zes kinderen geboren:
- Friedrich Wilhelm Hermann Otto Karl (1872-1945), zesde vorst van Wied, gehuwd met Paulina, dochter van Willem II van Württemberg
- Alexander Hermann (1874-1877)
- Wilhelm Friedrich Heinrich (1876-1945), vorst van Albanië
- Wilhelm Friedrich Adolf Hermann Viktor (1877-1946)
- Wilhelmine Friederike Auguste Alexandrine Marie Elisabeth Luise (1880-1965)
- Elisabeth (1883-1938)